# 道吾圓智
道吾圓智（769年—835年），潭州道吾山圓智禪師，一稱道吾宗智，唐代僧人，豫章（江西）海昏人，俗姓張氏。
幼時依涅槃和尚出家，曾與椑樹慧省禪師，同在藥山惟儼禪師的座下， 法嗣於藥山惟儼。
道吾圓智禪師於唐大和九年示寂，春秋六十七。勅諡號「修一大師」，塔曰寶相。

## 師承
- 藥山惟儼

## 弟子
- 石霜慶諸 [3]

## 外部連結
- 景德傳燈錄 第14卷 前藥山惟儼禪師法嗣 （页面存档备份，存于）
- 道吾山宗智禅师 （页面存档备份，存于）
- 觸目菩提 （页面存档备份，存于）